# Nemoraea semiobscura
Nemoraea semiobscura är en tvåvingeart som beskrevs av Villeneuve 1916. Nemoraea semiobscura ingår i släktet Nemoraea och familjen parasitflugor.
Artens utbredningsområde är Kenya. Inga underarter finns listade i Catalogue of Life.